# Tedania fragilis
Tedania fragilis är en svampdjursart som beskrevs av Baer 1906. Tedania fragilis ingår i släktet Tedania och familjen Tedaniidae. Inga underarter finns listade i Catalogue of Life.